# عبد الله غانم الفهد
عبد الله غانم الفهد هو لاعب كرة قدم كويتي يشغل مركز الوسط الهجومي، ويلعب مع نادي كاظمة في الدوري الكويتي الممتاز.

## المنتخب الوطني
في 2023، شارك مع منتخب الكويت لكرة القدم في كأس الخليج العربي 25.